# La Tortuga
|  | Per a altres significats, vegeu «illa de la Tortuga». |

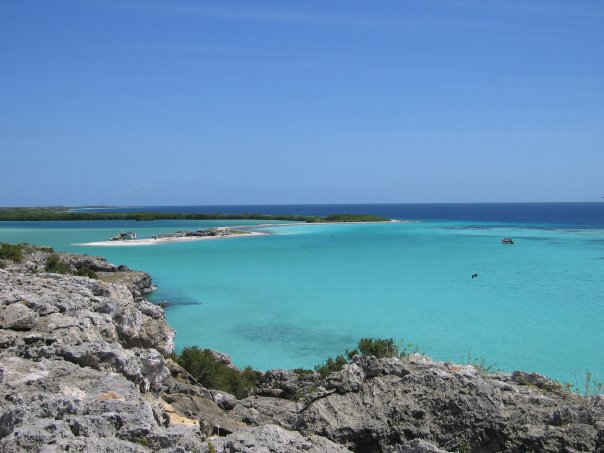
Piscina natural a La Tortuga

La Tortuga és un arxipèlag de les Antilles Menors al Mar Carib sota dependència de l'estat de Veneçuela, que l'administra inclòs a les Dependencias Federales. L'illa major, anomenada igualment La Tortuga, és envoltada de diversos illots i cais més petits.

## Geografia
És al sud del Mar Carib localitzada als 65º 18' oest i 10º 55' nord, a uns 85 km de Río Chico, Estat de Miranda; a 170 km de Caracas; a 140 km de l'illa Margarita; a uns 85 km de la llacuna d'Unare en l'estat Anzoátegui i a 120 km de l'estat Nueva Esparta. La forma de l'illa és semblant a una el·lipse de 12 km mesurats de nord a sud i 25 km d'est a oest. Posseeix juntament amb els cais adjacents aproximadament 156,60 km² (15.660 hectàrees) d'extensió, cosa que la converteix en la segona més gran de Veneçuela, pel que fa a la mida, després de Margarita.
La Tortuga conforma un grup d'illes que, a banda de la pròpia illa La Tortuga, inclou:
- Illes Los Tortuguillos,[4] amb les illes de Tortuguillo de l'Est i Tortuguillo de l'Oest;
- cai Herradura[4]

Inclou a més altres baixos o formacions:
- Baix de Los Palanquines[5]
- cais de Ño Martín[4]
- Illot El Vapor[4]
- cais de Punta de Ranchos[4]

És molt visitada per aus migratòries i pescadors que freqüenten l'illa entre els mesos de setembre i abril. Durant aquesta època es poden capturar espècies com Haemulon plumierii, rajades, meros, pagres i llagostes.

## Història
Molt abans de la conquesta Europea l'illa va ser visitada per amerindis de la costa de Veneçuela per explotar els seus recursos naturals entre els quals figuren la sal, els peixos i les tortugues marines. El nom de l'illa deriva de les nombroses tortugues marines que arriben anualment a fresar en les seves llargues platges d'arena. L'illa no ha de ser confosa amb l'illa de la Tortuga, a Haití, que és la més citada en la literatura de la pirateria de segle xvii.
Va ser visitada per holandesos que explotaven les salines de l'est de l'illa, a partir de 1624 i que van ser expulsats definitivament el 1638 quan el governador de Cumaná, Benito Arias Montano, juntament amb les seves tropes i aliats indígenes va destruir les seves instal·lacions i va negar el salar.
El 1871 va passar a formar part de l'anomenat arxipèlag Colón i el 1938 és integrat a les Dependencias Federales.
Des de llavors no ha tingut població permanent i per la seva localització i morfologia, ha romàs secularment en l'oblit, el que la converteix en un dels últims paratges semi-verges de Veneçuela.
En les últimes dècades s'han establert petits poblats o rancherías relacionades amb les activitats turístiques, el 2007 es va plantejar la possibilitat de realitzar diverses obres per impulsar el turisme, però l'Assemblea Nacional de Veneçuela va ordenar paralitzar amb l'argument que es podria danyar el fràgil ecosistema de l'illa, de manera que el turisme es realitza bàsicament sense una infraestructura adequada.
Entre 2014 i 2015 el Ministeri de Turisme de Veneçuela va anunciar una sèrie d'obres a l'Illa La Tortuga i la Blanquilla que tindrien un enfocament ecològic i que pretendrien atreure el turisme internacional. Incloent obres per estades tipus full day, un aeroport, moll multimodal, restaurants, infermeria, punts d'informació, planta d'energia i centre de processament de residus i instal·lacions per a serveis diversos L'illa va ser tancada al públic durant una temporada per iniciar un procés de neteja i enderroc d'estructures il·legals i / o improvisades establertes prèviament.

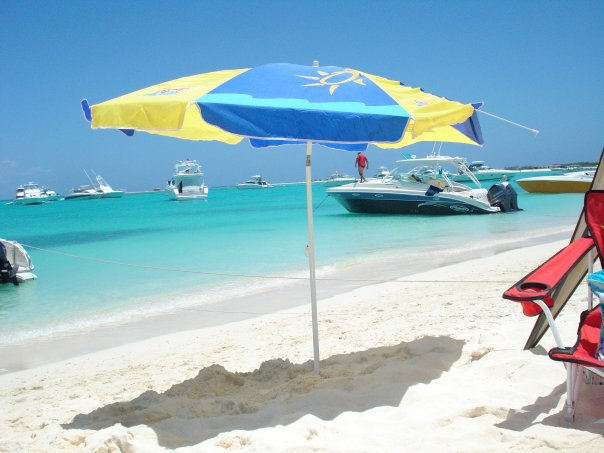
L'illa també és una atracció turística

## Política i govern
L'illa de la tortuga és una dependència Federal, i com a tal, segons la Llei orgànica de les Dependències Federals de 1938, encara en vigència, tot el relatiu a el govern i administració d'aquestes dependències correspon directament a l'Executiu Federal o Nacional (art. 3). Estan sota l'administració de la Direcció Nacional de Coordinació de al Desenvolupament Fronterer i de les Dependències Federals. No està sota la jurisdicció de cap estat federal ni municipi, de manera que no posseeix ni governador ni alcalde, ni cap tipus d'autoritat electa. L'Armada de Veneçuela manté petits llocs i realitza la vigilància de les seves costes.

## Economia i turisme
La Tortuga està pràcticament deshabitada, encara que curiosament es poden trobar alguns bocs assilvestrats que van deixar els antics colons holandesos. Ocasionalment la visiten pescadors artesanals en temporades propícies, procedents de l'illa Margarita i poblacions properes del continent, com ara Higuerote a 85 km a el sud-oest. Recentment està adquirint algun protagonisme el turisme privat, generalment a bord de velers i llanxes esportives, així com per via aèria fins a una petita pista d'ús lliure mantinguda pels mateixos usuaris.
Dels tres cais esmentats, els dos més meridionals anomenats Los Tortuguitas, i gairebé es toquen entre si; situat més al nord és una llengua de sorra coneguda per la seva forma com La Herradura. D'uns 1.600 m de longitud, la seva amplària varia entre 60 i 400 m, posseeix algunes zones poblades per arbustos baixos, i la seva tranquil·la platja interna forma una badia on solen arribar visitants a bord de velers i llanxes amb fins d'esplai. També arriben grups de busseig que des d'aquest punt realitzen petites incursions a les barreres de corall i als talussos de sud de l'illa principal.
El Govern de Veneçuela, en les albors de segle XXI va iniciar estudis per desenvolupar turísticament l'illa com un "paradís exclusiu": s'estima un benefici mitjà de 500 dòlars d'estada per dia i passatger. Està prevista la construcció d'un port i un aeroport nacional, així com 4000 a 5000 places hoteleres i urbanitzacions vàries, estimant-se una inversió inicial de capital mixt d'entre 30 i 60 milions de dòlars, encara que algunes valoracions aconsegueixen els 300 milions. Aquests projectes es basen en la declaració de zona d'interès turístic que es va aplicar a l'illa el 1974 (decret 1625) i culmina el 2005 —Gaceta Número 38.179— en el qual la Presidència de la República per Decreto N° 3448, dicta el Plan de Ordenamiento y Reglamento de Uso de las Zonas de Utilidad Pública y de Interés Turístico, Dependencias Federales: Isla La Tortuga, Islas Las Tortuguillas, cai Herradura y Los Palanquines.